# Melocotones helados
Melocotones helados es una novela de la escritora española Espido Freire, por la cual obtuvo el Premio Planeta en 1999.

## Sinopsis
Elsa, una joven pintora, se ha visto obligada a abandonar su casa ante unas amenazas de muerte de las que desconoce la razón, y se traslada a otra ciudad a vivir con su abuelo. En un clima opresivo, Elsa redescubre las relaciones humanas, y se mueve entre la historia familiar, plagada de secretos, y la de una prima con la que comparte nombre y apellidos.